# Cejkov
Cejkov (Hongaars: Céke) is een Slowaakse gemeente in de regio Košice, en maakt deel uit van het district Trebišov.
Cejkov telt 1.179 inwoners.